# مرض اليد والقدم والفم
مرض اليد والقدم والفم (بالإنجليزية: Hand, foot and mouth disease)‏ تسببه عدد من فيروسات الحُمَة المَعِدّية المِعَويّة (الفيروسات المعوية) من عائلة الفيروسات البيكورناوية. أكثر أسبابها شيوعا هو فيروس كوكساكي أ (حُمَة كُوكْساكي أ). يجب أن لا يتم الخلط بين أمراض اليد والقدم، والفم" وبين أمراض القدم والفم التي هي عبارة عن أمراض تصيب ،الماشية، الخراف، والخنازير والتي ليست لها صلة بأمراض اليد، القدم، والفم بيد أن الفيروس المسبب نوع من عائلة البيكورنافايردي.
أمراض اليد، القدم، والفم غالبا تُصيب الرضع والأطفال، وهي لحد ما شائعة. المرض معد بشكل كبير وينتشر عن طريق التلامس المباشر مع مخاط أو براز الشخص المصاب. المرض يظهر بصورة نموذجية في مناطق وبائية صغيرة مثل دور الرعاية النهارية أو روضات الأطفال، غالبا خلال أشهر الصيف والخريف.
يمكن أن يقي غسل اليدين من انتشار العدوى، ويجب ألا يذهب المصابون إلى العمل أو دور الحضانة أو المدرسة. لا يوجد مضاد فيروسي أو لقاح، ولكن محاولات التطوير متواصلة. معظم الحالات لا تتطلب علاجًا نوعيًا. يمكن استخدام مسكنات الألم البسيطة مثل الإيبوبروفين أو الهلام الفموي المخدر. ويمكن أن يُعطى الطفل السوائل الوريدية إن لم يكن قادرًا على تناول ما يكفي من السوائل. نادرًا ما تحدث المضاعفات مثل التهاب السحايا الفيروسي أو التهاب الدماغ.
يحدث مرض اليد والقدم والفم في جميع أنحاء العالم. وغالبًا ما يظهر في هيئة فاشيات صغيرة في دور الحضانة ورياض الأطفال. تحدث الفاشيات الكبيرة في آسيا منذ عام 1997.  تحدث الإصابات عادة خلال أشهر الربيع والصيف والخريف. ويُصاب الأطفال الذين تقل أعمارهم عن خمس سنوات بشكل نموذجي، لكن يمكن أن يُصاب البالغون. يجب التمييز بين مرض اليد والقدم والفم والحمى القلاعية (المعروفة أيضًا باسم مرض القدم والفم أو مرض الحافر والفم)، وتصيب الماشية غالبًا.

## العلامات والأعراض
تتلاشى الأعراض عفويًا خلال 7-10 أيام. معظم الحالات غير مؤذية نسبيًا، ولكن يمكن أن تحدث المضاعفات ومنها التهاب الدماغ والتهاب السحايا والشلل الذي يحاكي المظاهر العصبية في شلل الأطفال.

## الأسباب
تنتمي الفيروسات المسؤولة عن المرض إلى عائلة الفيروسات البيكورناوية. فيروس كوكساكي إيه 16 هو المسبب الأشيع للمرض. ويمثل الفيروس المعوي 71 (إي في 71) المسبب الثاني الأكثر شيوعًا. يمكن أن تسبب سلالات أخرى من فيروسات كوكساكي والفيروسات المعوية هذا المرض.

### طرق العدوى
مرض اليد والقدم والفم شديد العدوى ينتقل من خلال مفرزات البلعوم الأنفي مثل اللعاب أو المخاط الأنفي، أو عبر الاتصال المباشر، أو بالطريق البرازي الفموي. يمكن أن يظل المصاب ناقلًا للعدوى حتى بعد أسابيع من تلاشي الأعراض.
تمثل دور الحضانة الأماكن الأكثر مساهمة بانتقال المرض، ويُعزى ذلك إلى تدريب الأطفال على استخدام الحمام، وتبديل الحفاضات، ولأن الأطفال يضعون أيديهم في أفواههم كثيرًا. وُجد أن الأطفال الذين لا يرتادون دور الحضانة أو رياض الأطفال أكثر عرضة للإصابة بالمرض. ينتقل مرض اليد والقدم والفم من خلال مفرزات الأنف والبلعوم مثل اللعاب والبلغم والمخاط الأنفي والسوائل في البثور والبراز.

## التشخيص
يُوضع التشخيص عادةً من خلال ملاحظة العلامات والأعراض وحسب. إذا لم يكن التشخيص واضحًا، يمكن أخذ عينة من البلعوم أو البراز لكشف الفيروس عبر الزرع. تتراوح فترة الحضانة الشائعة (الفترة الزمنية بين التقاط العدوى وبداية ظهور الأعراض) بين ثلاثة وستة أيام. الكشف المبكر عن مرض اليد والقدم والفم مهم في منع تفشي المرض بين الأطفال.

## الوقاية
تشمل تدابير الوقاية تجنب الاتصال المباشر مع الأفراد المصابين (ويشمل ذلك إبقاء الأطفال المصابين في المنزل)، والتنظيف الملائم للأدوات المشتركة، وتعقيم الأسطح الملوثة، ونظافة اليدين. ظهرت فعالية هذه التدابير في الحد من انتقال الفيروسات المسؤولة عن مرض اليد والقدم والفم.
تشمل العادات الوقائية غسل اليدين وتعقيم الأسطح في أماكن اللعب. وظهر أثر الرضاعة الطبيعية في خفض معدلات الإصابة الشديدة بمرض اليد والقدم والفم، على الرغم من أنها لا تقلل خطر الإصابة بالعدوى.

## اللقاح
يتوفر لقاح باسم لقاح إي في 71 للوقاية من مرض اليد والقدم والفم في الصين منذ ديسمبر 2015. لا يوجد لقاح متوفر حاليًا في الولايات المتحدة.

## معرض صور

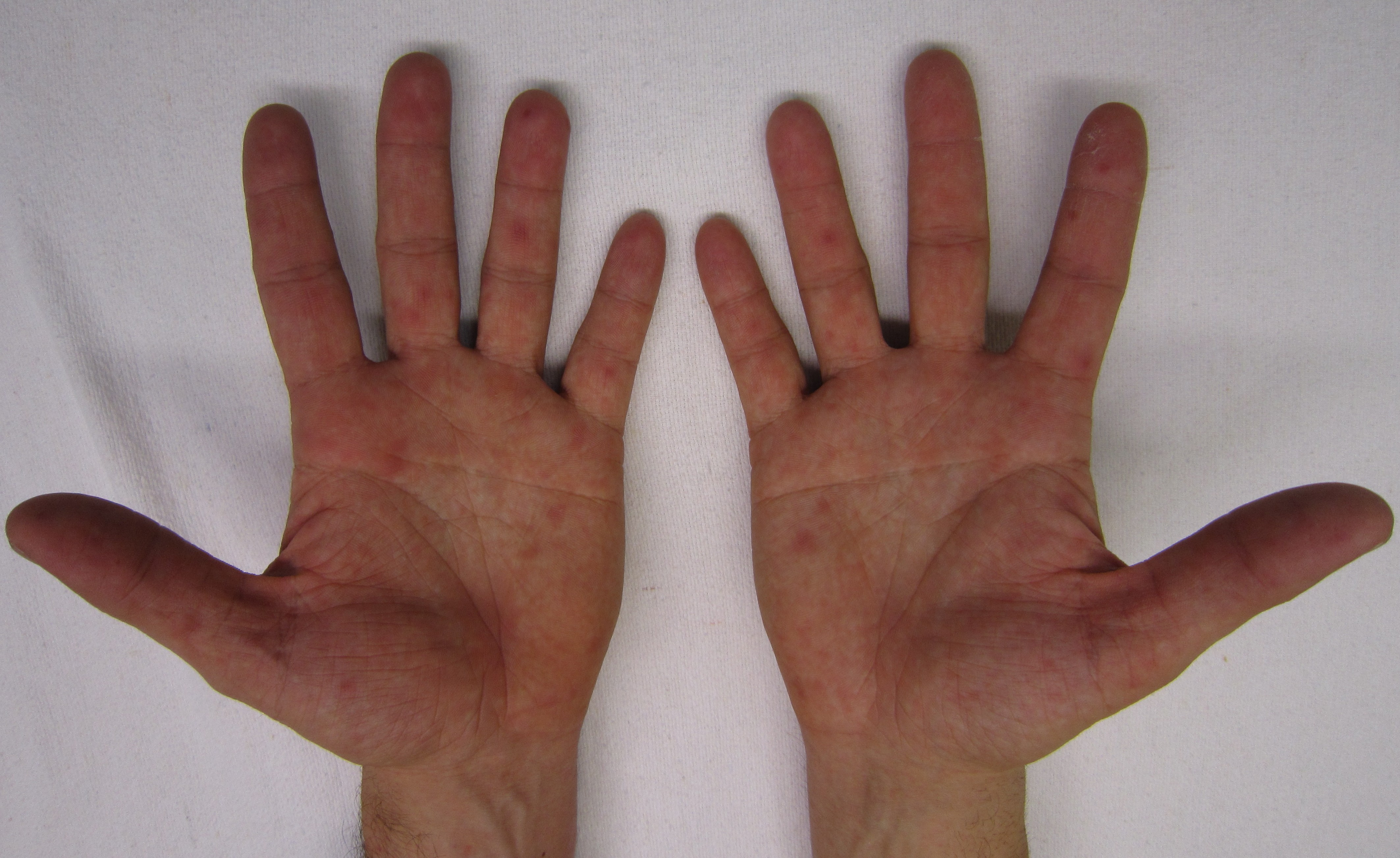
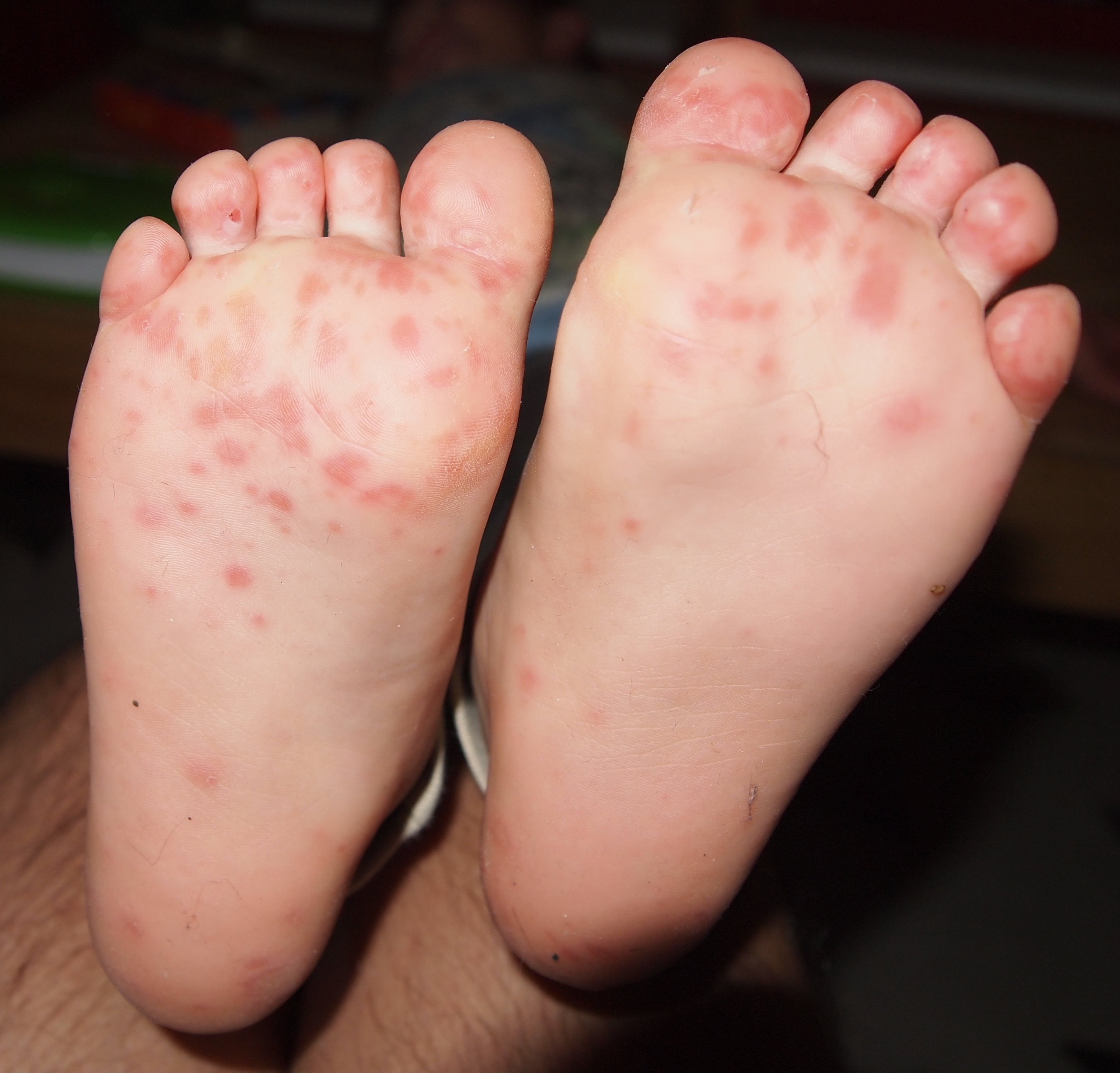
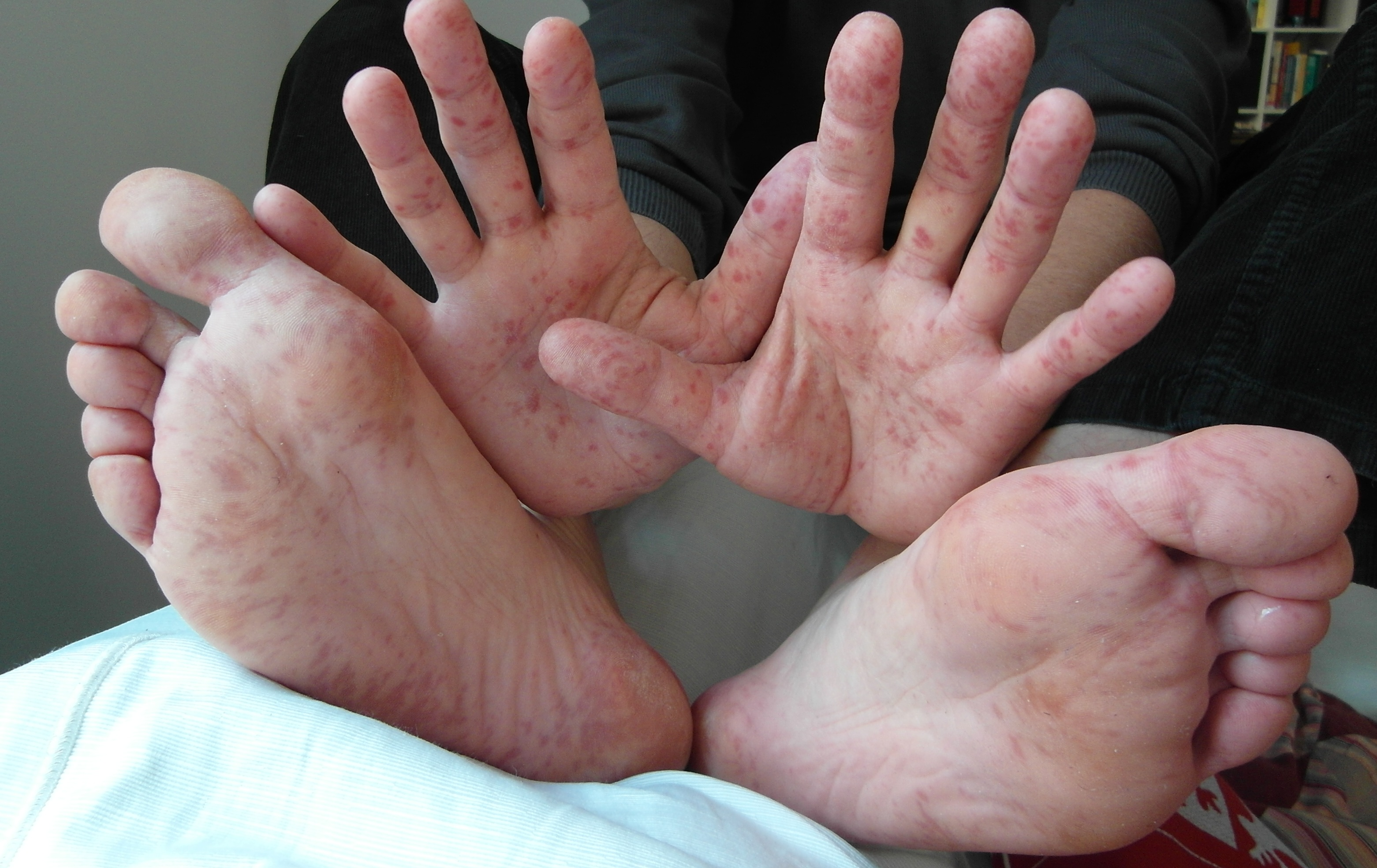